# Halalaimus durus
Halalaimus durus is een rondwormensoort uit de familie van de Oxystominidae. De wetenschappelijke naam van de soort is voor het eerst geldig gepubliceerd in 2004 door Gagarin & Thanh.